# Myllaena gracilis
Myllaena gracilis är en skalbaggsart som först beskrevs av Matthews 1838.  Myllaena gracilis ingår i släktet Myllaena, och familjen kortvingar. Arten är reproducerande i Sverige.